# 岡山医療専門職大学
岡山医療専門職大学（おかやまいりょうせんもんしょくだいがく、英語: Okayama Healthcare Professional University）は、岡山県岡山市に本部を置く私立の専門職大学である。略称は岡山医専大、OPU。

## 概要
中国地方初の専門職大学として設置認可され、2020年4月に開学。 設置者は、学校法人本山学園。健康科学部理学療法学科、作業療法学科を設置する。

### 所在地
岡山県岡山市北区大供3-2-18
- JR西日本岡山駅から徒歩10分

## 沿革
- 2019年11月11日 - 設置認可[2]。
- 2020年4月1日 - 開学。

## 設置学部・学科
- 健康科学部
  - 理学療法学科
  - 作業療法学科